# Cicendia
Cicendia es un género  de plantas con flores perteneciente a la familia Gentianaceae.  Comprende 17 especies descritas y de estas solo 3 aceptadas.

## Taxonomía
El género fue descrito por  Michel Adanson y publicado en Familles des Plantes 2: 503. 1763.

## Especies aceptadas
A continuación se brinda un listado de las especies del género Cicendia aceptadas hasta marzo de 2014, ordenadas alfabéticamente. Para cada una se indica el nombre binomial seguido del autor, abreviado según las convenciones y usos. 
- Cicendia filiformis (L.) Delarbre
- Cicendia quadrangularis (Lam.) Griseb.
- Cicendia stricta Griseb.